# هراند پاسدرماجیان
هراند پاسدرماجیان (ارمنی: Հրանտ Պասդերմադջիան؛ انگلیسی: Hrant Pasdermadjian؛ زاده ۱۹۰۴ در تفلیس – درگذشته ۱۹۵۴) استاد دانشگاه و تاریخ‌نگار ارمنی‌تبار بود.

## زندگی
وی در سال ۱۹۰۴ در تفلیس به دنیا آمد. مادرش که پزشک بود به یک خانوادهٔ اشرافی معروف به «ملک بیگلریان» وابسته بود، و پدرش گارگین پاسدرماجیان، که بیشتر با نام آرمن گارو شناخته بود نسب به یک خانوادهٔ قدیمی از ارمنیان «ارز روم» می‌رسانید. او که از میهن پرستان زمرهٔ قهرمانان ارمنی … در سال ۱۸۹۶ تازه بیست
هراند پاسدرماجیان که علاقه و احترام فوق‌العاده‌ای برای پدر خود قایل بود طبعاً عشقی شدید به سرزمین میهنش را نیز که همان اوان کودکی در او پا می‌گرفت از پدر به ارث برده بود. او هر چند با مادرش در ژنو ساکن بود، در واقع تا آغاز جنگ جهانی اول، هر سال در فصل تابستان برای گذراندن تعطیلات با مادرش به ارمنستان می‌آمد، و بسیار شاد می‌شد وقتی به یاد می‌آورد نخستین مدرسه‌ای که تحصیلات ابتدایی خود را در آن به پایان آورده یک مدرسه ارمنی بوده است.
پاسدرماجیان تحصیلات ابتدایی و متوسطهٔ خود را در ژنو انجام داد. وی چندین سالی را در ایالات متحده آمریکا در نزد پدرش که به سمت سفیر ارمنستان در واشینگتن بود گذرانید و سپس برای تکمیل تحصیلات عالی خود را در دانشکدهٔ علوم ژنو و در «مدرسهٔ فنی (پلی تکنیک) زوریخ» به سوئیس بازگشت
از دانشکده علوم ژنو دکتر در علوم، از «مدرسه فنی زوریخ» مهندس راه و ساختمان، از «دانشکدهٔ حقوق گره نوبل» لیسانس حقوق و از «دانشگاه نیویورک» لیسانس اقتصاد سیاسی شد، و با داشتن چندین مدارک والای علمی، در سال ۱۹۵۲ به سمت استادی در دانشگاه ژنو منصوب گردید.
پاسدرماجیان در سال ۱۹۵۴ در سن ۵۰ سالگی بدرود حیات گفت.

## کتابشناسی

جلد کتاب تاریخ ارمنستان اثر هراند پاسدرماجیان ترجمه محمد قاضی

### تاریخ ارمنستان
کتاب «تاریخ ارمنستان» بمحض نخستین چاپش در سال ۱۹۴۹ به دریافت «جایزهٔ ویژه بانو ژنرال ا. برمن» نایل آمد؛ و در کشورهای مختلف از جمله فرانسه با استقبال گرمی روبر شد.
تاریخ مردم و سرزمین ارمنستان را از عهد باستان تا قرون معاصر، طی نوزده فصل با این عناوین زیر بررسی شده است:
۱) سرزمین ارمنستان و ساکنان آن ۲) پیروزی در کسب استقلال ۳ـ تیگران کبیر ۴) کشور ارمنستان در بین رم و اشکانیان ۵) پذیرش مسیحیت ۶) دفاع از مسیحیت ۷) کشور ارمنستان در دوره باگراتونی‌ها ۸) ارمنستان و بیزانسن ۹) کشور جدید ارمنستان ۱۰) ارمنستان در زیر سلطه تورانیان ۱۱) رنسانس یا احیای مجدد ارمنستان ۱۲) مسئله شرق ۱۳) روسیه در ماورا قفقاز ۱۴) مسئله ارمنستان ۱۵) نبرد در دو جبهه ۱۶) روسیه تزاری بر ضد ارامنه ۱۷) انقلاب ترکیه جوان و ملت ارمنی در آستانه جنگ جهانی اول ۱۸) جنگ اول جهانی ۱۹) رستاخیز ارمنستان.

### سایر آثار
اثر تحقیقی او دربارهٔ «سرزمین ارمنستان، ثروت‌های طبیعی و ارزش سوق‌الجیشی آن» به چاپ نرسیده است.

## زیرنویس
1. ↑  Madame la Generale E. Bremond